# Bucculatrix amiculella
Bucculatrix amiculella är en fjärilsart som beskrevs av Philipp Christoph Zeller 1897. Bucculatrix amiculella ingår i släktet Bucculatrix och familjen kronmalar. Inga underarter finns listade i Catalogue of Life.